# Bertille Noël-Bruneau

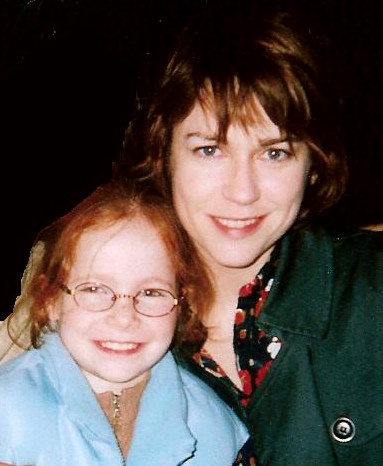
Bertille Noël-Bruneau (links) mit Marie-Josée Croze 2004

Bertille Noël-Bruneau (* 26. Februar 1996) ist eine französische Schauspielerin. Als Kinderdarstellerin wurde sie durch ihre Hauptrolle in dem französischen Spielfilm Der Fuchs und das Mädchen (2007) bekannt.

## Filmografie
- 2005: Das Mädchen aus Chartreuse (La Petite Chartreuse)
- 2007: Der Fuchs und das Mädchen (Le Renard et l’Enfant)[1]

## Dokumentarfilm
- 2005: Au cœur de 'La Petite Chartreuse': sie selbst

## Fernsehen
- 2010: Im Newsmagazin Zone interdite auf M6 in der Folge Dans la peau d'une rousse[2]

## Nominierungen
Bertille Noël-Bruneau war für Der Fuchs und das Mädchen in der Kategorie „Best Performance in an International Feature Film – Leading Young Performer“ (Beste Darstellung in einem internationalen Spielfilm) 2008 für den Young Artist Award nominiert.